# Simulium posticatum
Simulium posticatum är en tvåvingeart som först beskrevs av Johann Wilhelm Meigen 1838.  Simulium posticatum ingår i släktet Simulium och familjen knott. Arten är reproducerande i Sverige. Inga underarter finns listade i Catalogue of Life.